# Still the Water

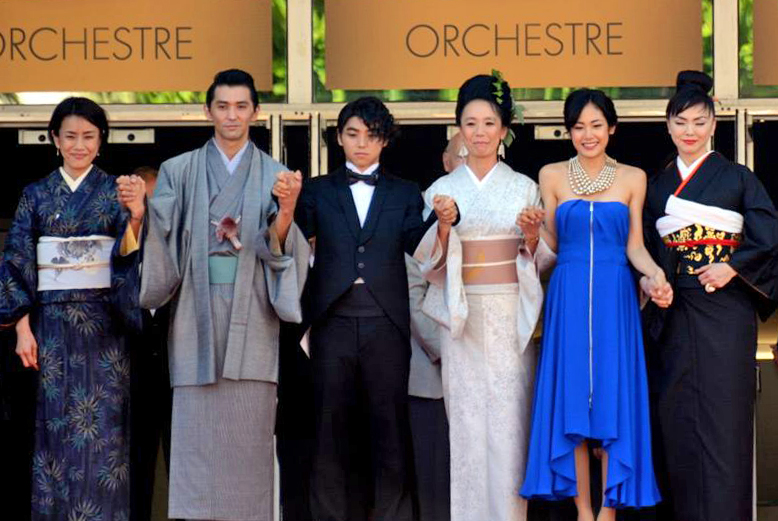
Cast & Crew beim Filmfestival in Cannes 2014

Still the Water (jap. 2つ目の窓, Futatsume no Mado, dt. „das zweite Fenster“, deutscher TV-Titel Immer wieder das Meer) ist ein japanischer Film von Naomi Kawase aus dem Jahr 2014. Der Film lief im Wettbewerb um die Goldene Palme bei den Internationalen Filmfestspielen von Cannes 2014 sowie in der Sektion „Contemporary World Cinema“ des Toronto International Film Festivals. In den deutschen Kinos startete der Film am 30. Juli 2015.

## Handlung
Auf der Insel Amami in Japan leben die Bewohner in Einklang mit der Natur. Als ein nackter Leichnam angeschwemmt wird, steht die Gemeinschaft vor einem Rätsel. Der junge Kaito scheint etwas zu ahnen, öffnet sich jedoch nicht, auch nicht gegenüber seiner besten Freundin Kyōko. Diese hegt Gefühle für den schweigsamen Kaito, muss sich aber auch um ihre kranke Mutter kümmern, die nur noch ein paar Tage zu leben hat.
Von seiner eigenen Mutter enttäuscht, die zahlreiche Liebhaber hat, beschließt Kaito, seinen Vater in Tokyo zu besuchen. Er gelangt mehr und mehr zu der Erkenntnis, dass seine Mutter die Familie verraten hat. Zurück auf Amami stellt er sie wütend zur Rede. Als Kyōko dazustößt, offenbart er, dass er seine Mutter zusammen mit dem Toten gesehen hätte, und dass sie nach seinem Tod ohne Weiteres zum nächsten Liebhaber gewechselt wäre.
Kyōkos Mutter stirbt und wird von ihrer Familie mit einer spirituellen Zeremonie verabschiedet. Kaito und Kyōko nähern sich schließlich immer weiter an und schlafen miteinander. Sie gehen zusammen nackt schwimmen und werden somit eins mit dem Meer.

## Hintergrund
Der Film wurde in Gegend um Amami, Amami-Ōshima in der Präfektur Kagoshima gedreht. Die Musik zum Film erstellte Hasiken, ein Singer-Songwriter aus Chichibu, Saitama.

## Kritik
Der Filmdienst bezeichnete den Film als „elegant gefilmte, in traumhaft schöne Bilder gekleidete Coming-of-Age-Geschichte“, die „auf poetisch-lyrische Weise in ein vielfältiges Sittengemälde des Insel-Kosmos eingebunden“ sei. Die Rituale und Traditionen würden dabei „als Ausdruck einer lebensbestimmenden, vor allem durch die enge Verbindung mit der Natur vermittelten Spiritualität“ erscheinen.

## Auszeichnungen
Jun Yoshinaga, die Darstellerin der Kyōko, wurde 2014 mit dem Best Actress Award des Sakhalin International Film Festivals ausgezeichnet. Darüber hinaus erhielten Naomi Kawase den Peter Brunette Award for Best Director und Yutaka Yamazaki den Preis für die beste Kamera beim RiverRun International Film Festival. Im April 2015 gewann Still the Water den mit 15.000 Euro dotierten Hauptpreis beim Internationalen Frauenfilmfestival Dortmund Köln.